# Marais et tourbières des montagnes du Bugey
Les marais et tourbières des montagnes du Bugey sont une zone humide d’importance internationale située dans le département de l'Ain, labellisé en 2024 au titre de la convention de Ramsar.

## Localisation
Le site se situe sur un axe Nord-Sud dans les montagnes du Bugey pointe sud du massif du Jura.

## Caractéristiques
Au cœur du massif du Bugey, le calcaire et les phénomènes karstiques ainsi que les dépôts morainiques des dernières glaciations ont permis la formation de nombreuses zones humides, lacs et tourbières constituant un réseau d’écosystèmes bien préservés et d’une grande richesse écologique. Le site offre un paysage variés où alternent : forêts, tourbières, marais, prairies sèches, lacs glaciaires et étangs.
Le site Ramsar, d'une altitude supérieure à 750 mètres, est composé de 41 zones humides parmi lesquelles les marais en Jarine à Arlanc et à Corlier et les marais de Vaux ou la tourbière du lac de Cerin. 
Cet ensemble présente une mosaïque d’habitats d'un grand d’intérêt au niveau européen, voire prioritaire au titre de la directive habitats du réseau Natura 2000, abrite des espèces de faunistiques et de floristiques menacées à l’échelle mondiale ou rare dans la région.
Le site est également une halte migratoire ou une zone d’hivernage, pour plusieurs espèces d’oiseaux.

## Pour approfondir